# كارولين بانكس
كارولين بانكس (بالإنجليزية: Carolyn Banks)‏ هي كاتِبة أمريكية، ولدت في 9 فبراير 1941.